# 普鲁瓦西
普鲁瓦西（法語：Proisy，法語發音：[pʁwazi]）是法国上法蘭西大區埃纳省的一个市镇，属于韦尔万区。

## 地理
普鲁瓦西（49°53'52"N, 3°44'24"E）面积5.2 平方千米，位于法国上法蘭西大區埃纳省，该省份为法国北部内陆省份，北起北部省，西接索姆省和瓦兹省，东临阿登省和马恩省，西南至塞纳-马恩省，东北部与比利时接壤。
与普鲁瓦西接壤的市镇（或旧市镇、城区）包括：希尼、马尔济、马尔利-戈蒙、罗姆里、勒苏尔。

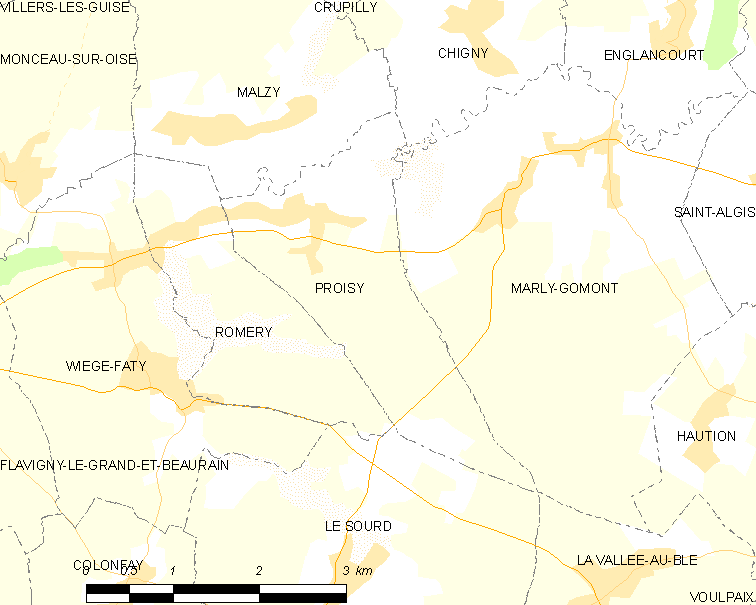
普鲁瓦西的OSM定位图

普鲁瓦西的时区为UTC+01:00、UTC+02:00（夏令时）。

## 行政
普鲁瓦西的邮政编码为02120，INSEE市镇编码为02624。

## 政治
普鲁瓦西所属的省级选区为吉斯县。

## 人口

1962-2008年间普鲁瓦西人口变化图示

普鲁瓦西于2022年1月1日时的人口数量为275人。